# Lawrence Schimel

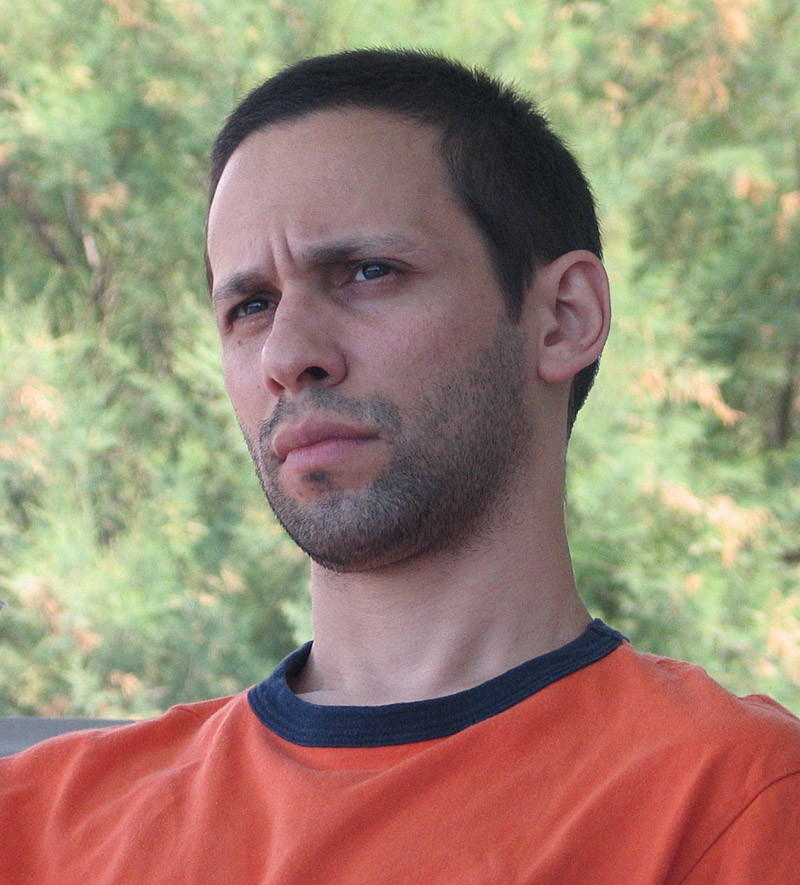
Lawrence Schimel, 2008

Lawrence Schimel (* 16. Oktober 1971 in New York City, New York) ist ein US-amerikanischer Science-Fiction- und Fantasy-Schriftsteller und Herausgeber, dessen Arbeiten sehr oft homosexuelle und jüdische Themen behandeln.

## Biografie
Schimel studierte in New York und schloss mit einem B.A. in Literaturwissenschaften an der Yale University ab. Er ist Mitglied des National Book Critics Circle und der Academy of American Poets. Er ist Gründungsmitglied des Publishing Triangles, einer Organisation für homosexuelle Menschen im Verlagswesen, der er zweimal von 1996 bis 1998 vorstand.
Er bekam einmal den Rhysling Award und zweimal den Lambda Literary Award verliehen.
2010 war er Juror beim James Tiptree, Jr. Award, ebenso für den Lambda Literary Award 2011.
Laut seinem Blog lebt er seit 1999 in Madrid.

## Bibliografie

### Storysammlungen
- The Drag Queen of Elfland and Other Stories. Ultra Violet Library, 1996, ISBN 1-885865-17-1.
- His Tongue. Frog Books / North Atlantic Books, 2001, ISBN 1-58394-049-9.
- Two Boys in Love: Stories of Romance and Desire. Seventh Window, 2006, ISBN 978-0-9717089-4-5.
  - 2 boys in love : romantische und erotische Kurzgeschichten. Mattei-Medien, 2005, Übersetzer Torsten Bless und Christian Beese, ISBN 3-937481-06-0.
- Fairy Tales for Writers. A Midsummer Night’s Press, 2007, ISBN 0-9794208-0-6.

### Kurzgeschichten (Auswahl)
- The Last Bite, 1990
- The Thorny Path to Wizardry, 1990
- Phobiac, 1992
- Babe and the Christmas Tree, 1992
- Exodus, 1995
- Femme-de-Siècle, 1995
- A Recipe for Trouble, 1996
- A Stable Relationship, 1996
- The Well-Dressed Wolf, 2005
- Märchen to a Different Beat, 2006
- The Court Photographer, 2007
- The Morning After, 2010

### Herausgegebene Anthologien
- Kosher Meat: Gay Jewish Erotica. Sherman Asher, 2000, ISBN 1-890932-10-8.
- Found Tribe: Jewish Coming Out Stories. Sherman Asher, 2002, ISBN 1-890932-20-5.
- Switch Hitters: Lesbians Write Gay Male Erotica And Gay Men Write Lesbian Erotica. Cleis Press, 1996, ISBN 978-1-57344-022-6. (mit Carol Queen)
- Pomosexuals: Challenging Assumptions About Gender And Sexuality. Cleis Press, 1997, ISBN 978-1-57344-074-5. (mit Carol Queen)
- Tarot Fantastic. DAW Books, 1997, ISBN 0-88677-729-1. (mit Martin H. Greenberg)
- Blood Lines: Vampire Stories from New England. Cumberland House Publishing, 1997, ISBN 1-888952-50-4. (mit Martin H. Greenberg)
- Southern Blood: Vampire Stories from the American South. Cumberland House Publishing, 1997, ISBN 1-888952-49-0. (mit Martin H. Greenberg)
- The Fortune Teller. DAW Books, 1997, ISBN 0-88677-748-8. (mit Martin H. Greenberg)
- Camelot Fantastic. DAW Books, 1998, ISBN 0-88677-790-9. (mit Martin H. Greenberg)
- Fields of Blood: Vampire Stories of the Heartland. Cumberland House Publishing, 1998, ISBN 1-888952-79-2. (mit Martin H. Greenberg)
- Streets of Blood: Vampire Stories from New York City. Cumberland House Publishing, 1998, ISBN 1-888952-78-4. (mit Martin H. Greenberg)
- Things Invisible to See: Gay and Lesbian Tales of Magic Realism. Circlet Press, 1998, ISBN 1-885865-22-8.
- The Future Is Queer. Arsenal Pulp Press, 2006, ISBN 1-55152-209-8. (mit Richard Labonté)
- First Person Queer.  Arsenal Pulp Press, 2007, ISBN 978-1-55152-227-2. (mit Richard Labonté)
- Best Date Ever: True Stories That Celebrate Gay Relationships. Alyson, 2007, ISBN 978-1-59350-008-5.
- The Mammoth Book of New Gay Erotica. Running Press, 2007, ISBN 978-0-7867-1965-5.
- Louisiana Vampires., Fall River Press, 2010, ISBN 978-1-4351-1849-2.